# Unitron (Brazil) Mac 512
Unitron (Brazil) Mac 512 (Mac 512) је професионални рачунар, производ фирме Unitron (Brazil) који је почео да се израђује у Бразилу током 1985. године.
Користио је Motorola 68000 као централни микропроцесор а RAM меморија рачунара Mac 512 је имала капацитет од 512 KB. 
Као оперативни систем кориштен је System (у ствари преведена Unitron верзија MacOS).

## Детаљни подаци
Детаљнији подаци о рачунару Mac 512 су дати у табели испод.
|                       |                                       |
| [ 1 ]                 |                                       |
| Произвођач            |                                       |
| Тип                   | професионални рачунар                 |
| Меморија              | 512 KB                                |
| Поријекло             | Бразил                                |
| Година                | 1985                                  |
| Тастатура             | пуни помак тастера, qwerty 58 тастера |
| Процесор              |                                       |
| Фреквенција процесора | непознато                             |
| RAM                   | 512 KB                                |
| ROM                   | 64 KB                                 |
| Текст                 | 40 знакова x 32 линија, битмап        |
| Графика               | 512 x 342 тачака                      |
| Боја                  | једна боја                            |
| Звук                  | непознато                             |
| Димензије             | вјероватно исто као Mac 512           |
| Портови               |                                       |
| Оперативни систем     | (у ствари преведена верзија           |